# Día Mundial contra la Esclavitud Infantil
El Día Mundial contra la Esclavitud Infantil es una fecha que se conmemora anualmente el 16 de abril desde 1998,fue establecido en 1997 por la iniciativa del Movimiento Cultural Cristiano y posteriormente apoyado por varias organizaciones.

## Proclamación
Este día se estableció en 1997como respuesta directa al asesinato en 1995 de Iqbal Masih, un niño paquistani de 12 años que se rebeló contra las condiciones de explotación en las que se encontraba. El Movimiento Cultural Cristiano fue el precursor de la idea siendo posteriormente apoyado por diversas organizaciones como Amnistía Internacional, Unesco, Vaticano News, entre otras. A pesar de que la documentación detallada sobre las primeras entidades que respaldaron la iniciativa es limitada, la causa despierta el apoyo de nuevas organizaciones y medios comprometidas con los derechos humanos y la protección infantil.

## Celebración
La elección del 16 de abril como Día Mundial contra la Esclavitud Infantil busca honrar la memoria de Iqbal Masihy también señalar la urgencia de luchar contra la esclavitud infantil de millones de niños y niñas de todo el mundo sometidos a diversos formas de explotación.